# Lac Noël (Chénéville)
Le lac Noël est un lac d'eau douce situé dans la municipalité de Chénéville, administré par la municipalité régionale de comté de Papineau, dans la région administrative de l'Outaouais, au Québec, au Canada.

## Géographie
Ce lac a une longueur de 150 m d'ouest en est et est situé sur une propriété privé.
Il est à proximité de la montée Dumouchel qui est au nord et à l'est.

## Toponymie
Le toponyme « Lac Noël » a été officialisé le 22 avril 2008 à la Commission de toponymie du Québec, en référence au patronyme de Gisèle Noël (1921-1997) et de sa famille qui habitait ce lieu.